# Bobo robot
Pour plus de détails, voir Fiche technique et Distribution.
Bobo robot (Robot Rabbit) est un cartoon Looney Tunes réalisé par Friz Freleng en 1953 mettant en scène Bugs Bunny et Elmer Fudd.

## Synopsis
Elmer est ici un fermier. Il découvre son carré de carottes dévasté par Bugs. Le lapin réussit à le berner en lui faisant croire qu'il s'est fait toucher par une balle de son fusil. Elmer, dépité, décide de commander un robot dératiseur. Mais lorsqu'il réussit à le mettre en marche, le robot tire sur un âne puis sur Elmer. Elmer essaye d'inculquer au robot à quoi ressemble un lapin. Le robot réussit enfin à détecter Bugs. Il le bouscule à deux reprises avant de lui asséner un coup de poing. Le robot, en recherchant Bugs, « tamise » le terrier du lapin, mais le robot rouille peu après quand la course-poursuite entre lui et Bugs amène le robot sous un tourniquet à eau. Elmer le remet en état grâce à une burette à huile. Bugs, déguisé en femme robot, sabote la mécanique du robot dératiseur. Lorsque Bugs semble avoir vaincu le robot, ce dernier s'est réparé et poursuit le lapin jusque dans un chantier. Inquiet, Elmer se demande ce qui est arrivé à son robot. Bugs réapparaît alors avec le robot en pièces détachées.